# Chiesa di Santa Chiara (Trento)
La chiesa di Santa Chiara, anche nota come chiesa di San Michele, è una chiesa rettoria in via Santa Croce a Trento a breve distanza dal Centro servizi culturali Santa Chiara.

## Storia

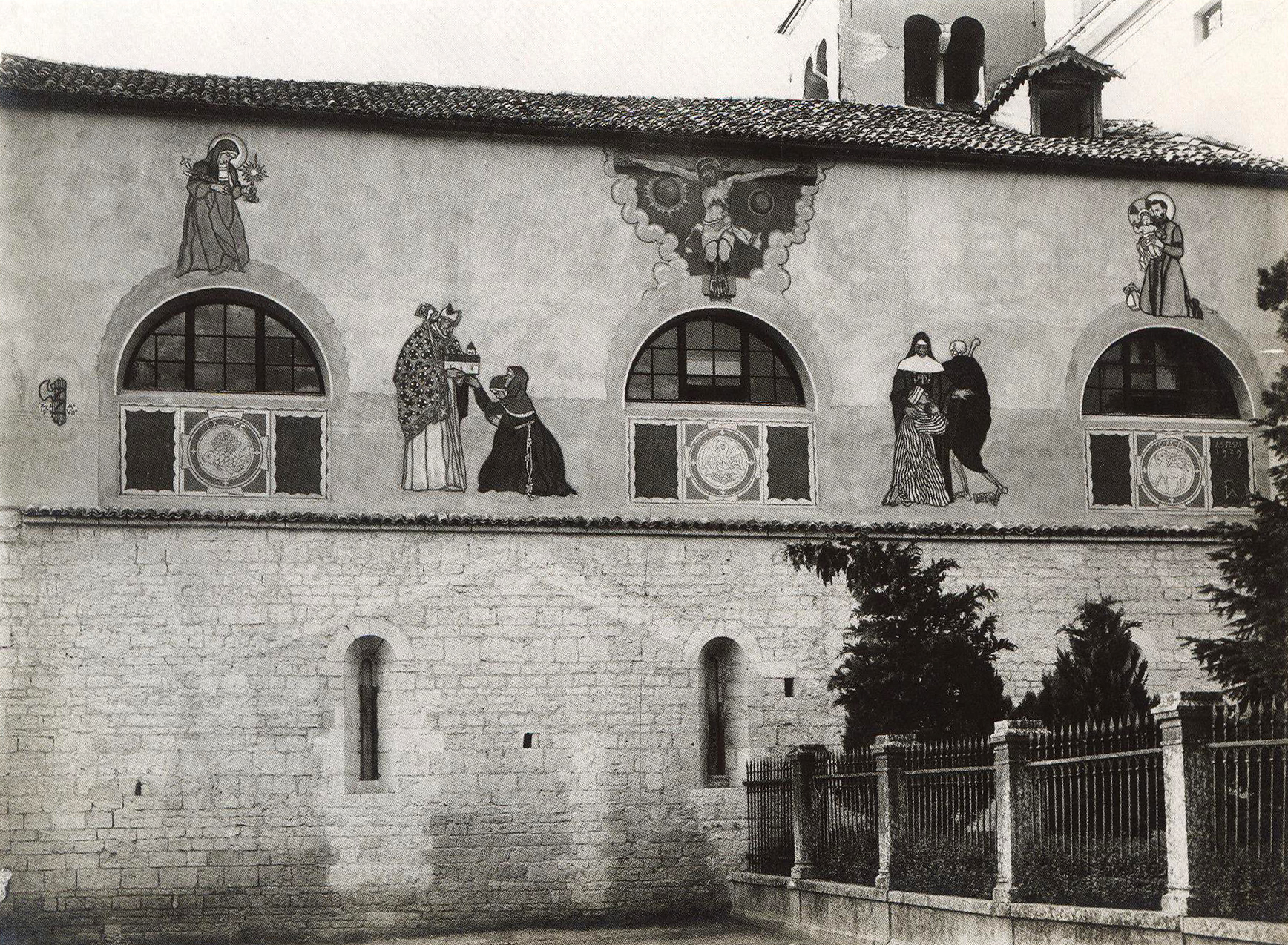
I dipinti perduti di Anton Sebastian Fasal sul fianco destro, fotografati da Sergio Perdomi

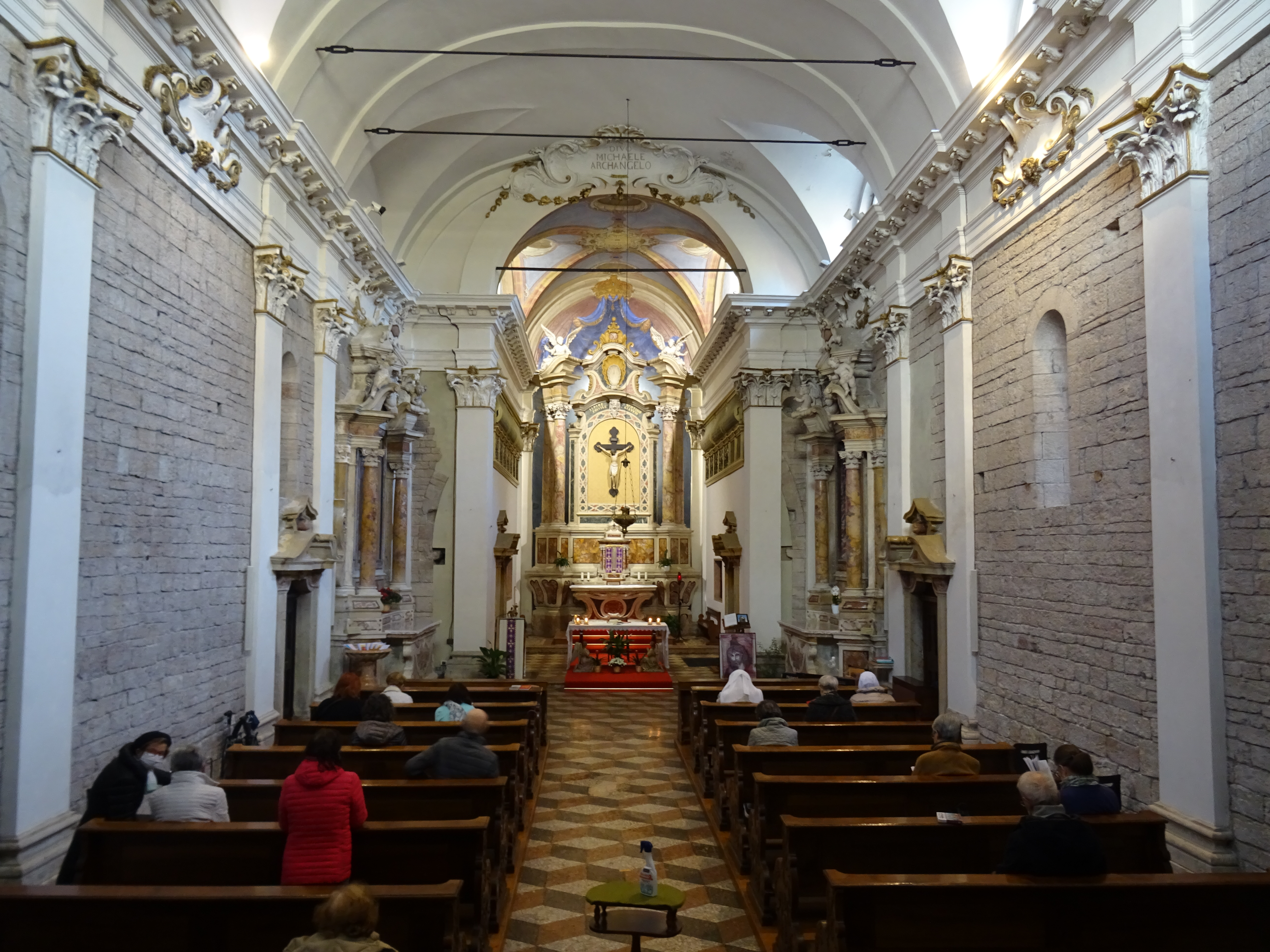
Interno

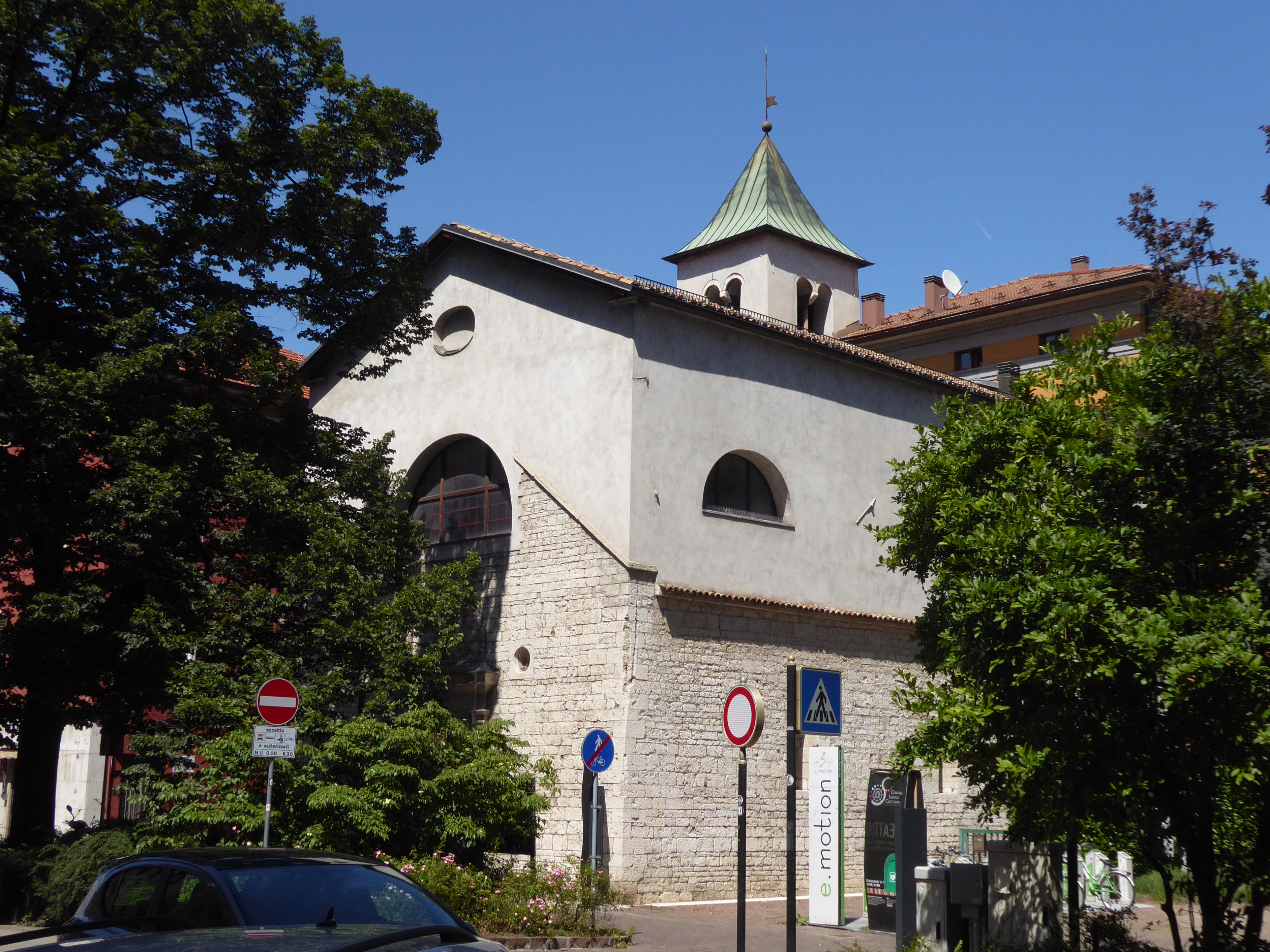
Vista angolare

La prima dedicazione della chiesa fu per San Michele Arcangelo quando venne edificata nel 1183 su ordine dell'allora vescovo di Trento e fu denominata San Michele fuori la Porta (extra moenia) perché eretta in territorio esterno alla cinta muraria.  Le mura sono visibili in Piazza Fiera, più a nord rispetto al sito della chiesa. 
Nel 1229 fu costruito in un edificio attiguo, il convento che avrebbe dovuto ospitare le monache clarisse per i voti perpetui che avevano assunto. Queste religiose si erano insediate qualche tempo prima già a Trento presso Sant'Apollinare ma preferirono lasciare il posto che era insalubre a causa delle frequenti inondazioni dell'Adige.
All'arrivo delle clarisse la chiesa di San Michele fu inglobata nel loro convento, e reintitolata a santa Chiara d'Assisi. Le clarisse istituirono un conservatorio femminile e si dedicarono all'educazione di fanciulle d'alto rango. Ben presto l'ordine incominciò a raccogliere ingenti ricchezze dalle donazioni, come dimostrano i lavori di restauro della chiesa che è tuttora decorata da marmi e stucchi pregiati che di molto si discostano dall'umiltà della facciata esterna. Nel XIII secolo furono aggiunti all'edificio la sacrestia e il confessionale. A causa di queste ricchezze l'ordine fu perseguitato da molti sovrani tedeschi e anche dall'imperatore Federico II; nel 1810, con editto napoleonico, il convento fu espropriato e adibito ad ospedale militare. Nel 1930 avvenne il restauro della chiesa di Santa Chiara, che venne riaperta al culto.